# W.S.V. Ceres
De Wageningse Studentenvereniging Ceres (kortweg W.S.V. Ceres) is een Nederlandse studentenvereniging in Wageningen. Het Wageningse Corps is in 1878 opgericht, en is hiermee de oudste studentenvereniging van Wageningen. Daarnaast is ze met meer dan 800 leden de een na grootste vereniging in Wageningen. De vereniging is in haar huidige vorm ontstaan na een fusie van het Wageningsch Studenten Corps (W.S.C.), en de Wageningse Vrouwelijke Studenten Vereniging (W.V.S.V.). Ceres is lid van de Algemene Senaten Vergadering; de overkoepelende organisatie van Corpora.

## Kenmerken en activiteiten
De vereniging telt bijna 800 studenten die studeren aan de Wageningen Universiteit en Researchcentrum (WUR). Er zijn ook leden die student zijn aan de Hogeschool Van Hall Larenstein, die eerder deel uitmaakte van het WUR.
Tijdens elk academisch jaar worden verschillende feesten en festiviteiten georganiseerd, waaronder de intercorporale 'Stupéfête'. Daarnaast wordt ook het 'zwembadfeest' tijdens de jaarlijkse algemene introductie dagen (AID) georganiseerd.
Op maatschappelijk vlak tracht het Corps ook een bijdrage te leveren. Zo zamelt Stichting 'Durf' jaarlijks geld in met acties voor verschillende goede doelen. Ook wordt er elk jaar een dierendag voor alle Wageningse basisschoolleerlingen georganiseerd. Verder wordt ook jaarlijks op Sociëteit Ceres een kerstbrunch georganiseerd voor de Wageningse ouderen.
De zinspreuk van de vereniging is: Durf te Leven.

## Geschiedenis

### Vroege en vooroorlogse geschiedenis

#### Societeit "Ceres" en het Wageningsch Studenten Corps
Het begin van landbouw- en hoger onderwijs in Wageningen bevindt zich in de stichting van de gemeentelijke landbouwschool in 1873. Deze school werd vervolgens een Rijkslandbouwschool in 1876, waarna de school zich doorontwikkelde tot het huidige Wageningen University.
Op 20 oktober 1878 werd door een handjevol mannelijke studenten aan de Rijkslandbouwschool in hotel "Het Hof van Gelderland" de Wageningse Studentenvereniging "Ceres" opgericht, toen als "Landbouw-Sociëteit Ceres". De Landbouw-Sociëteit Ceres is vernoemd naar de Godin van de landbouw, Ceres. Wageningen was destijds een stad van slechts 7600 inwoners.
Na een aantal jaren groei tot een maximum van 21 leden kwamen er in 1883 moeilijkheden voor de vereniging. Er bleven 5 leden over. De huur van hun gedeelte van het Hof van Gelderland moest worden opgezegd. Tegen het einde van 1884 ging het echter weer goed. Met veertig leden werd een nieuw onderkomen gevonden in een zaaltje van kastelein Kaupe, op de hoek van de Havenstraat en de Havenafweg. Hier bleven de heren echter niet lang. In de jaren die daarop volgden, versleten de heren nogal wat andere sociëteiten. Zo zaten zij in 1886, 1891 en 1894 respectievelijk in de Junushoff, hotel-café "De Valk" en het "Oranje Hotel" waar zij tot 1908 bleven. Tot die tijd is er veel gebeurd bij de vereniging. Zo is W.S.S. Transvaal opgericht, de kegelvereniging de Omsmijters werd heropgericht, de toneelvereniging W.S.T.V. "Pierrot et Columbine" werd opgericht, het 5de Lustrum werd groots gevierd en in 1904 kwam de vereniging met de eerste almanak.
In 1908 werd voor het eerst een eigen sociëteit gekocht. Een huis aan de Boterstraat werd gekocht en omgebouwd tot studenten-sociëteit. Tegen die tijd begon de vereniging zich al te vergelijken met de corpora uit Delft, Groningen, Leiden en Utrecht. Na vele algemene ledenvergaderingen en discussies werd op 3 juni 1910 besloten de naam te veranderen in Wageningsch Studenten Corps (WSC). Dat bleek in dat jaar nadelige gevolgen met zich mee te brengen toen in 1910 een discussie in Nederland losbarstte over het groentijdprincipe bij de corpora, waardoor weinig aanmeldingen kwamen van nieuwe studenten in september. Een nadeel dat zich later heeft opgelost.
Naast de aankoop van een nieuw sociëteitsgebouw werd in 1908 ook het Ceres octet opgericht. Hiermee is de huidige Ceresband de Oudste Studenten Jazz- en Dixieland band van Nederland. In 1913 werd W.S.R. Argo als ondervereniging opgericht. Sinds de oprichting van Argo heeft het corps verschillende sportieve hoogtepunten, zoals olympisch brons, en overwinningen op de Varsity en ook de Henley Royal Regatta mogen vieren.
In 1925 stapte de koor- en orkestvereniging WSKOV uit het corps en werd onafhankelijk.
In 1925 werden zowel de paardrijvereniging de Rough Riders opgericht als de dietsch studenten bond opgericht, waarna al snel de aankoop van de nieuwe Sociëteit zou volgen. Op 30 april 1926 werd Villa Veluvia gedoopt tot Sociëteit Ceres van het Wageningsch Studenten Corps. Het gebouw aan de Generaal Foulkesweg is sindsdien de Sociëteit van de vereniging gebleven.
Van 1932 tot 1952 is voetbalclub Go Ahead-Victoria een Corpsvereniging geweest. GVC heeft als studentensportvereniging een rijke historie. Zo zijn ze begin 20ste eeuw tweemaal verliezend finalist geweest van het nationaal landskampioenschap. Beide keren werd verloren van Sparta Rotterdam. Ook is de oudste voetbaltrofee van Nederland in bezit van GVC. Deze beker, gewonnen bij het kampioenschap van Oost-Nederland, staat tegenwoordig tentoongesteld in Universitair Sportcentrum 'de Bongerd'.

#### Wageningsche Vrouwelijke Studenten Vereniging
Op 8 december 1917 werd de Wageningsche Vrouwelijke Studentenvereeniging (WVSV) opgericht. De WVSV telde toen 11 leden. Hierna volgde een moeilijke periode voor de WVSV tot het landelijk werd erkend in 1927 door de Bond van Vrouwelijke Studentenverenigingen. De WVSV had tot de fusie met het corps haar sociëteit aan de Niemeijerstraat.
Ook voor de fusie werd al intensief samengewerkt met de mannen van het Corps. Zo konden de dames van de Club bijvoorbeeld gebruik maken van de faciliteiten van de W.S.R. Argo. Echter, in deze tijd mochten ze geen lid worden van dergelijke onderverenigingen.

### Tweede Wereldoorlog
Met het uitbreken van de Tweede Wereldoorlog sloot het WSC zijn deuren en werd de vereniging door de bezetters ontbonden. Het pand werd gebruikt als noodhospitaal.
Net zoals de leden van de andere Wageningse studentenverenigingen waren zowel de leden van het Corps als van de WVSV actief in het studentenverzet. Dit werd gecoördineerd vanuit de landelijke Raad van Negen.
5 mei 1945 werd twee deuren verderop, in Hotel de Wereld, een overeenkomst gesloten over de capitulatie van de Duitsers. Drie maanden later mocht de Senaat de sleutels van Villa Veluvia weer in ontvangst nemen. Doordat de activiteiten van de vereniging 3 jaar lang waren opgeschort, werd het jaar 1945 het grootste jaar uit de geschiedenis van het WSC: ongeveer 450 mannelijke eerstejaars klopten aan de deur van Sociëteit Ceres om lid te worden. Dit was goed voor het opleven van de vereniging na de oorlog, maar bracht tevens problemen met zich mee. De nieuwe leden wisten immers weinig van de vereniging en haar gebruiken. Hierop is het moresgezelschap C.C.C.C. opgericht door de toenmalige Senaat. In 1946 wordt het WSC door de Algemene Senaten Vergadering erkend, onder andere wegens verdiensten in de Tweede Wereldoorlog.
Tegenwoordig wordt het Corps nog jaarlijks betrokken in de viering van de bevrijding. Het nationaal monument 'bevrijdingsvuur' staat namelijk in de voortuin van Sociëteit Ceres. Daarnaast passeert het bevrijdingsdefilé, gehouden op 5 mei, altijd het (ere)paviljoen dat onder andere wordt geplaatst in de voortuin van Sociëteit Ceres.

### Fusie
Op 15 augustus 1970 vond een fusie plaats tussen het WSC en de WVSV en ontstond hieruit de W.S.V. Ceres, een gemengde vereniging en een belangrijke stap in het emancipatiebeleid van de vereniging. Na de fusie trokken de dames van de WVSV in bij de heren van het WSC.
Inmiddels was op 1 mei 1970 GSC Vindicat atque Polit ook al gefuseerd met de vrouwelijke studenten vereniging uit Groningen, Magna Pete. Al snel volgde het ASC met een fusie met het AVSV. Samen vormden zij het ASC/AVSV. Het LSC fuseerde op 3 februari 1972 met de Vereniging voor Vrouwelijke Studenten te Leiden. Samen vormden zij de Leidse Studenten Vereniging Minerva. Ook het Delftsch Studenten Corps fuseerde. Dit deden zij met de Delftsche Vrouwelijke Studenten Vereeniging (DVSV) in 1976, maar een naamsverandering kwam er niet. De RVSV en het RSC fuseerde in 2017 zodat alleen het Corps uit Utrecht nog altijd ongemengd is. Wel maakt in de stad Utrecht zowel de vrouwelijke vereniging, de UVSV, als de mannelijke corps, het USC, deel uit van de Algemene Senaten Vergadering.

### De Brand
Begin 1980 vond er een brand plaats in Villa Veluvia. Deze brand begon in de Aula en werd ontdekt door de portier van de studentendiscotheek Nolleke Prop onder het gebouw. De bezoekers en een optredende band konden allen veilig uit het pand komen. Grote delen van het gebouw zijn bij de brand verloren gegaan, de oudste kegelbanen van de Benelux in de kelder zijn echter grotendeels bewaard gebleven. Na veel werk van zowel leden als een aannemer kwam op 2 december 1981 de oplevering van de Sociëteit, na ruim een jaar verbouwen. De brand heeft veel indruk gemaakt in de geschiedenis van Ceres. Zo is er een boekwerk geproduceerd speciaal om te doen denken aan de gevolgen van de brand zowel voor de Sociëteit, als voor het verenigingsleven. Het uitleenboek van de bibliotheek, waar in staat welke boeken door wie zijn geleend, is het enige overgebleven artikel dat is aangetast door de brand. De dag van de brand lag het boek open in de bibliotheek. De rookschade aan die pagina's is nog altijd goed te zien.

### Mensa
Ceres had, net als alle andere grote studentenverenigingen in Wageningen, een eigen openbare mensa. Ook was de mensa van Ceres de eerste in Wageningen met het aanbieden van een vegetarische maaltijd, iets dat in deze tijd niet meer weg valt te denken. De mensae werden alle gesubsidieerd door de Wageningen Universiteit. Doordat het corps de doelstellingen van een openbare mensa niet vond passen binnen de doelstellingen van de vereniging en om de ledenbelasting aanzienlijk te verlagen heeft de Senaat in het jaar 2003 besloten, in overleg met de Universiteit, de openbare mensa te sluiten. De keuken is nu alleen nog maar open voor de corpsleden.

### Archief
Het verenigingsarchief is in 1988 in bewaring gegeven bij het Gemeentearchief Wageningen, waar het in de navolgende jaren voor het grootste deel is geïnventariseerd. Tijdens de openingstijden van het Gemeentearchief kan het Ceres-archief worden geraadpleegd, maar uitsluitend na voorafgaande schriftelijke toestemming van de Senaat.

## Interne structuur
Ceres kent zes sportverenigingen (o.a. W.S.R. Argo), een studentenweerbaarheid (W.S.S. Transvaal) en ruim veertig corpshuizen. Verder heeft Ceres verschillende eet-, sport- en streekgezelschappen, meerdere bands (waaronder de Ceresband), een toneelvereniging, en een aantal commissies.

## Bekende leden
- Annet Aris, hoogleraar INSEAD, bestuur wetenschapsbureau D66, commissaris bij Rabobank, ASR
- Jan Baas, senator in de Eerste Kamer en lid Europees Parlement
- Anne van den Ban, hoogleraar en medeoprichter van het Anne van den Ban Fonds
- Binnert Philip de Beaufort (verzet)
- Klaas Jan Beek, hoogleraar, en onderzoeker bij UNESCO en de FAO
- Jan Just Bos, tv-presentator en olympisch roeier
- Maarten van Dis, Arcadis en olympisch roeier
- Eltien Krijthe, verzetsstrijder en wetenschapper
- Neeltje Krijthe, verzetsstrijder en wetenschapper
- Eppo Doeve, kunstenaar
- André Eschauzier, jazzsaxofonist
- Louise Fresco, lid van de Raad van Commissarissen van de Rabobank Nederland, 2014-2022 voorzitter van de Raad van Bestuur van Wageningen University & Research centre
- Jan Jaap de Graeff, dijkgraaf, directeur Natuurmonumenten, en kamerheer van de koning
- Jan Huitema, europarlementariër voor de VVD
- Koos Keijzer, Nederlands kampioen snelwandelen
- René Leegte, lid Tweede Kamer voor VVD
- Joan Leemhuis-Stout, van 1994 tot 1999 commissaris van de Koningin van Zuid-Holland
- Jan Odink, Kamerlid en voormalig staatssecretaris van Landbouw
- Rudy Rabbinge, politicus Eerste Kamer, hoogleraar en Africa Alliance met Kofi Anan
- Philip de Ridder, oud-directeur Heineken Nederland
- Marleen van Rij, Olympisch roeier
- Katja Staartjes, bergbeklimmer, eerste Nederlandse vrouw op de top van de Mount Everest
- Kees Staf, directeur Heidemij en Minister van Oorlog (later werd het Defensie)
- Onno van de Stolpe, Oprichter en CEO van biotechnologie concern Galapagos N.V.
- Stijn Swinkels, directielid bij Bavaria
- Henk Sijnja, verzetsstrijder
- Rob Tazelaar, lid Tweede Kamer
- Wubbo Tempel, politicus en burgemeester
- Dany Tuijnman, minister van Binnenlandse Zaken
- Anton Vink, verzetsstrijder en later hoogleraar
- Sim Visser, minister van Oorlog en later burgemeester van Den Helder
- Karel Vuursteen, oud-bestuursvoorzitter Heineken
- Arnold Wientjes, olympisch roeier
- Wim Wigt, impresario en muziekproducent

## Trivia

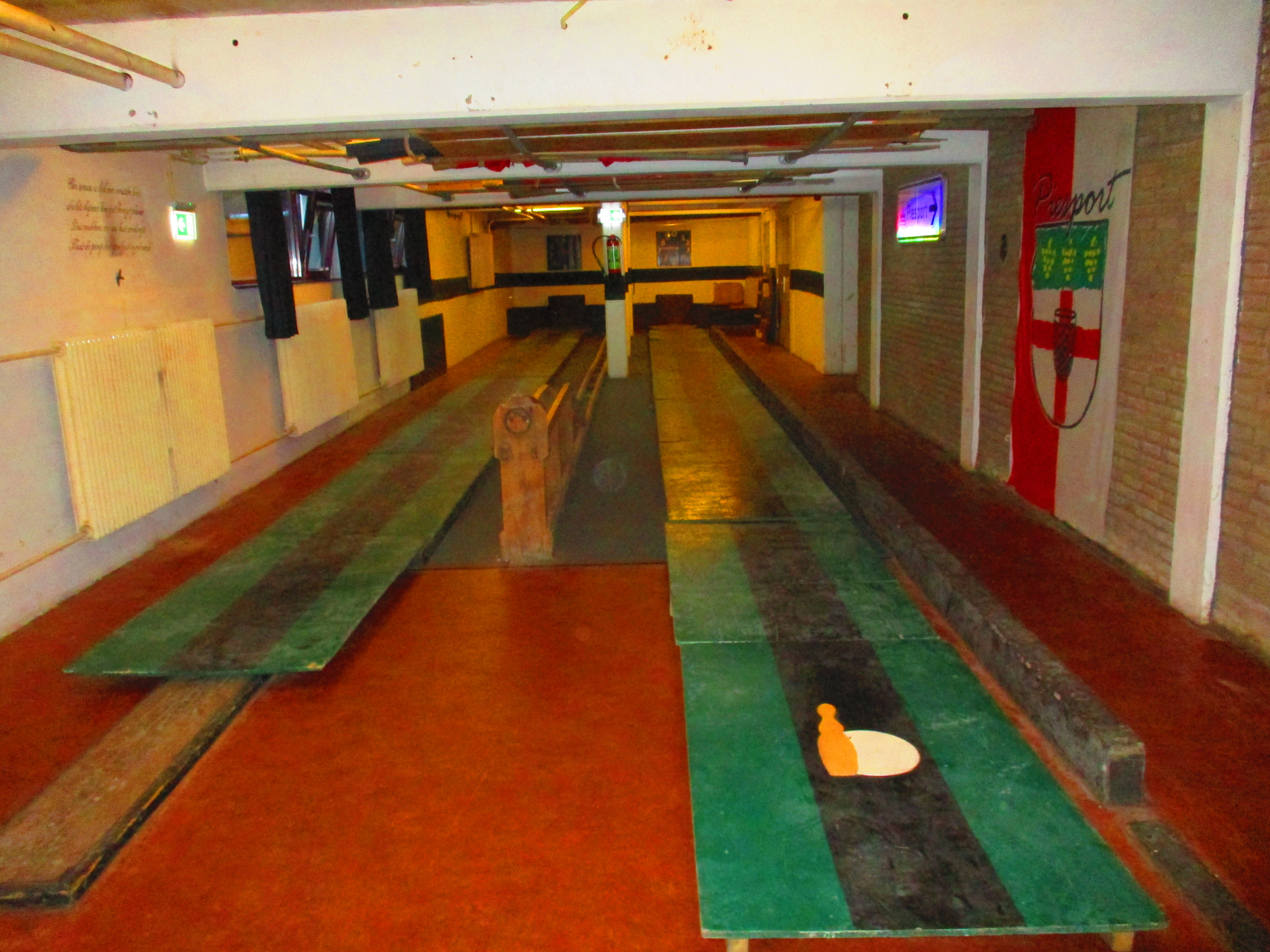
Kegelbaan Ceres

- De W.S.V. Ceres heeft als enige studentencorps een nationaal herdenkingsmonument op haar sociëteitsterrein. Het monument van het nationaal bevrijdingsvuur staat namelijk in de voortuin van Sociëteit Ceres
- De oudste kegelbanen van de Benelux liggen in de kelders van Sociëteit Ceres.[1]